# Villaescusa (Kantabria)
Villaescusa – gmina w Hiszpanii, w prowincji Kantabria, w Kantabrii, o powierzchni 28,02 km². W 2011 roku gmina liczyła 3755 mieszkańców.